# Echinogorgia armata
Echinogorgia armata är en korallart som först beskrevs av Kükenthal 1909.  Echinogorgia armata ingår i släktet Echinogorgia och familjen Plexauridae. Inga underarter finns listade i Catalogue of Life.